# Lacipa leuca
Lacipa leuca är en fjärilsart som beskrevs av Collenette 1952. Lacipa leuca ingår i släktet Lacipa och familjen tofsspinnare. Inga underarter finns listade i Catalogue of Life.